# VG-21
La  VG-21  es una carretera nacional espanyola que té una longitud aproximada de 9 km, serveix d'accés aquest a la ciutat de Vitòria per l'Est des de la 
 A-1 . Tot el seu recorregut és una carretera convencional. Anteriorment era un tram pertanyent a la 
 N-1  però que ha estat canviat de nom actualment com a  N-104 .